# Região Autónoma do Mindanau Muçulmano

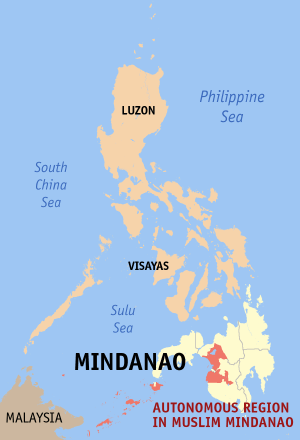
Localização da Região Autónoma Muçulmana de Mindanau

A Região Autónoma do Mindanau Muçulmano (Autonomous Region of Muslim Mindanao – ARMM), oficialmente agora é a Região Autónoma de Bangsamoro em Mindanau Muçulmano (BARMM), é uma região autónoma das Filipinas, localizada no sul da ilha de Mindanau. Foi criada em 1989 após um referendo. Nessa altura agregou as províncias de Lanao del Sur, Maguindanao, Sulu e Tawi-Tawi. Em 2001 passou a incluir também a província de Basilan. A capital é a cidade de Sultan Kudarat. Tem cerca de 12 000 km² e dois milhões e meio de habitantes, na maioria muçulmanos.

## Províncias
| Província     | Capital       | População (2000) | Área (km²) | Densidade pop. (por km²) |
| ------------- | ------------- | ---------------- | ---------- | ------------------------ |
| Basilan       | Isabela       | 259.796          | 1.234,2    | 210,5                    |
| Lanao del Sur | Marawi        | 800.162          | 3.872,9    | 206,6                    |
| Maguindanao   | Shariff Aguak | 435.254          | 2.514,0    | 173,1                    |
| Sulu          | Joló          | 619.668          | 1.600,4    | 387,2                    |
| Tawi-Tawi     | Bongao        | 322.317          | 1.087,4    | 296,4                    |

a) O quadro exclui Isabela.
b) Parte da região da Península de Zamboanga.
c) O quadro exclui Cotabato e inclui Shariff Kabunsuan.
d) Sem dados separados separado. A criação da província foi ratificada em 28 de outubro de 2006. No quadro inclui-se em Maguindanao.